# Anna Maria Brandel
Anna Maria Brandel, född Schütz 1725, död 22 februari 1799, var en svensk företagare.

## Biografi
Anna Maria Brandel var yngsta barn till Samuel Schütz (1676–1740), handelsman, industriidkare och konvojkommissionär i Göteborg, och Anna Maria Prunck (född cirka 1687). Hon var syster till Jacob Schütz (1709–1772), borgmästare i Göteborg och direktör i Ostindiska kompaniet  Anna Maria Brandels brorson Samuel Schütz drev en omfattande export- och importverksamhet i Göteborg, i huvudsak baserad på den blomstrande sill-industrin.
Anna Maria Brandel gifte sig 1741 med Elias Brandel. Hennes make drev både ett sockerbruk på Blasieholmen, ett bomullsväveri på Kungsholmen och en större grosshandel i Stockholm.

### Affärsverksamhet
Elias Brandel avled 1754. Anna Maria Brandel tog då över verksamheten med sockerbruket, bomullsväveriet och grosshandeln och drev den vidare. Hon utvecklade sockerbruket och hade en stor kundkrets sträckande sig från Mälardalen till Gällivare i Sverige, samt till Åbo, Brahestad och Jakobstad i Finland. Grosshandeln avvecklade hon år 1772. Väveriet på Kungsholmen avyttrade hon 1784 i samband med att flera av hennes barn gjorde större investeringar och fått förskott på arv.
Anna Maria Brandel beskrivs som kunnig i handel och beläst. Hennes bibliotek innehöll ett par hundra volymer med titlar på svenska, tyska, franska och engelska. Hon kommunicerade med handelshus i Amsterdam och London och var aktiv aktieägare i assuransföretag och banker. Brandel var år 1760 Stockholms största importör, och importerade bland annat socker, kaffe och salt.  År 1772 var hon en av Stockholms tio största importörer, och 1775 betalade hon en mycket hög skatt, 305 silverdaler: hon var vid sin död den tionde högst taxerade fastighetsägaren i Stockholm av trettio, och en av endast två kvinnor som ingick i denna kategori.
Med tiden utvidgade hon verksamheten på Blasieholmen med förvärv av granntomterna nr. 94 och 95.  Under tidsperioden 1750–1820 var Anna Maria Brandel, tillsammans med Anna Maria Wretman och Christina Fris, en av de tre största kvinnliga köpmännen i Stockholm. 
Fram till 1790 drev hon verksamheten på egen hand. Enligt 1790 års mantalsräkning hade hennes son Elias Brandel då lämnat sin herrgård på Adelsö och övertagit sockerbruket, som han därefter drev tillsammans med sin mor till hennes död 1799. Arvingarna sålde fastigheterna och sockerbruket på Blasieholmen 1801.

### Bouppteckning
Anna Maria Schütz bouppteckning upptar nästan 50 sidor och bland tillgångarna fanns de fyra egendomarna på Blasieholmen inklusive sockerbruket, aktier, obligationer, juveler, guld och nipper samt förteckningar över utestående fordringar och skulder. Det finns även en förteckning över alla inventarier i sockerbruket. Varje kärl, verktyg och andra föremål, samt råvaror i olika raffinerade stadier finns förtecknade och värderade.
Det finns också ett testamente där hon instiftade en pensionsavsättning för sina trotjänare och deras änkor. Kapitalet skulle förvaltas av kyrkorådet i Jakobs kyrka och avkastningen användas först för de i testamentet angivna personerna, och efter deras död till behövande änkor inom borgerskapet. Kvarlåtenskapen värderades, efter de testamentariska avsättningarna, till 133 000 Riksdaler Banco, som efter avdrag för förskott på arv delades lika mellan hennes barn och barnbarn.